# 彦名村
彦名村（ひこなそん）は、鳥取県西伯郡にあった村。現在の米子市の一部にあたる。

## 地理
弓ヶ浜半島中央部の内浜に位置し、南は中海に面していた。

## 歴史
- 1877年（明治10年）会見郡粟島村、下粟島村、後藤村が合併して彦名村が成立[2]。
- 1889年（明治22年）10月1日、町村制の施行により、会見郡彦名村が単独で村制施行し、彦名村が発足[1][2]。大字は編成せず[2]。
- 1896年（明治29年）4月1日、郡の統合により西伯郡に所属[2]。
- 1910年（明治43年）富益村、夜見村と連合耕地整理組合を設立し綿麦作地を水田化した[2]。
- 1928年（昭和3年）郵便取扱所開設[2]。1939年（昭和14年）彦名郵便局となる[2]。
- 1954年（昭和29年）6月1日、米子市に編入され廃止[1][2]。編入後、米子市彦名町となる[2]。

### 地名の由来
粟島神社に祀られている少彦名命にちなむ。

## 産業
- 農業、漁業[2]
- 産物：米、葉煙草[2]

## 教育
- 1873年（明治6年）粟島小学校開校[3]。1874年（明治7年）後藤小学校開校[4]。1884年（明治17年）粟島小学校、後藤小学校が合併し、後藤村に彦名小学校を開校[2]。1887年（明治20年）彦名尋常小学校に改称[2]。1904年（明治37年）校舎を新築し移転[2]。その後、高等科を併置し彦名尋常高等小学校に改称[2]。1908年（明治41年）高等科を廃止[2]。1932年（昭和7年）高等科女子部、1938年（昭和13年）高等科男子部を併置[2]。1941年（昭和16年）彦名国民学校に改称[2]。1947年（昭和22年）彦名小学校に改称[2]。
- 1905年（明治38年）農業補習学校開設[2]。

## 名所・旧跡
- 粟島神社[2]